# Kanton Heiltz-le-Maurupt
Kanton Heiltz-le-Maurupt (fr. Canton d'Heiltz-le-Maurupt) byl francouzský kanton v departementu Marne v regionu Champagne-Ardenne. Tvořilo ho 22 obcí. Zrušen byl po reformě kantonů 2014.

## Obce kantonu
- Alliancelles
- Bassu
- Bassuet
- Bettancourt-la-Longue
- Bussy-le-Repos
- Changy
- Charmont
- Heiltz-le-Maurupt
- Heiltz-l'Évêque
- Jussecourt-Minecourt
- Outrepont
- Possesse
- Saint-Jean-devant-Possesse
- Sogny-en-l'Angle
- Val-de-Vière
- Vanault-le-Châtel
- Vanault-les-Dames
- Vavray-le-Grand
- Vavray-le-Petit
- Vernancourt
- Villers-le-Sec
- Vroil